# DDIT4L
DDIT4L (англ. DNA damage inducible transcript 4 like) – білок, який кодується однойменним геном, розташованим у людей на 4-й хромосомі. Довжина поліпептидного ланцюга білка становить 193 амінокислот, а молекулярна маса — 21 740.
| 10         |  | 20         |  | 30         |  | 40         |  | 50         |
| ---------- |  | ---------- |  | ---------- |  | ---------- |  | ---------- |
| MVATGSLSSK |  | NPASISELLD |  | CGYHPESLLS |  | DFDYWDYVVP |  | EPNLNEVIFE |
| ESTCQNLVKM |  | LENCLSKSKQ |  | TKLGCSKVLV |  | PEKLTQRIAQ |  | DVLRLSSTEP |
| CGLRGCVMHV |  | NLEIENVCKK |  | LDRIVCDSSV |  | VPTFELTLVF |  | KQENCSWTSF |
| RDFFFSRGRF |  | SSGFRRTLIL |  | SSGFRLVKKK |  | LYSLIGTTVI |  | EGS        |

A: Аланін

C: Цистеїн

D: Аспарагінова кислота

E: Глутамінова кислота

F: Фенілаланін

G: Гліцин

H: Гістидин

I: Ізолейцин

K: Лізин

L: Лейцин

M: Метіонін

N: Аспарагін

P: Пролін

Q: Глутамін

R: Аргінін

S: Серин

T: Треонін

V: Валін

W: Триптофан

Локалізований у цитоплазмі.